# بابلو اوليفيرا سيرانو
بابلو اوليفيرا سيرانو (بالإسبانية: Pablo Oliveira Serrano) (8 مارس 1987 ببويبلا دي غوثمان في إسبانيا - ) هو لاعب كرة قدم إسباني في مركز الدفاع. لعب مع بونفيرادينا وريكرياتيفو وCD San Roque de Lepe ‏ وAyamonte CF ‏ وAtlético Onubense ‏.

## وصلات خارجية
- بابلو اوليفيرا سيرانو على موقع قاعدة بيانات كرة القدم.إي يو (الإنجليزية)
- بابلو اوليفيرا سيرانو على موقع Soccerway.com (الإنجليزية)